# Frits van Oostrom
Frits Pieter van Oostrom (Utrecht, 15 mei 1953) is een Nederlands historisch letterkundige.

## Levensloop
Van Oostrom is de zoon van neerlandicus en historisch taalkundige Jules Philip van Oostrom. Hij deed in 1971 eindexamen aan het Stedelijk Gymnasium Leiden. Tien jaar later, in 1981, promoveerde hij aan de Universiteit Utrecht bij W.P. Gerritsen op het proefschrift Lantsloot vander Haghedochte, waarvoor hij bekroond werd door het Prins Bernhardfonds.
Van 1982 tot 2002 was hij hoogleraar Nederlandse letterkunde tot de Romantiek aan de Universiteit Leiden. Het zwaartepunt lag bij hem op de middeleeuwse literatuur, nadat zijn voorgangster Sonja Witstein zich in de renaissanceliteratuur had gespecialiseerd. In 1999 was hij gasthoogleraar aan Harvard. Sinds 2002 is hij als universiteitshoogleraar verbonden aan de Universiteit Utrecht. Van 2005 tot 2008 was hij president van de Koninklijke Nederlandse Akademie van Wetenschappen (KNAW).
In de door de Nederlandse Taalunie gefinancierde reeks Geschiedenis van de Nederlandse literatuur, schreef hij Stemmen op schrift waarin hij de Oudnederlandse en Middelnederlandse literatuur tot 1300 bespreekt en Wereld in woorden waarin hij de periode 1300-1400 behandelt.
Als voorzitter van de Commissie Ontwikkeling Nederlandse Canon presenteerde Van Oostrom in oktober 2006 de canon van Nederland.
Hij ontving eredoctoraten van de Katholieke Universiteit Brussel (1995), de Universiteit Antwerpen (2008) en de Open Universiteit (2014).
In september 2010 kwam hij in het nieuws door terug te treden uit de raad van toezicht van het Rijksmuseum Amsterdam omdat hij tegen de wens van het museum was om het pistool te verwerven waarmee in 2002 de moord op Pim Fortuyn was gepleegd.
Op 15 mei 2023 nam hij afscheid van de Universiteit Utrecht. Bij deze gelegenheid ontving hij de Zilveren Erepenning van de universiteit.

## Persoonlijk
Van Oostrom is getrouwd met Marielle Hendriks, directeur-bestuurder Erfgoedhuis Zuid-Holland, en heeft drie zoons uit een eerder huwelijk.

## Prijzen
Van Oostrom ontving diverse prijzen, o.a.:
- de Prins Bernhard Fonds Prijs voor wetenschappelijk onderzoek voor zijn proefschrift (1982)
- de Dr. Wijnaendts Francken-prijs voor Het woord van eer. Literatuur aan het Hollandse hof omstreeks 1400 (1987)
- de Spinozapremie van NWO (1995)
- de AKO Literatuurprijs voor zijn boek Maerlants wereld (1996) over Jacob van Maerlant
- de Fleerackersprijs voor Vlaams-Nederlandse wetenschappelijke samenwerking, met prof. Frank Willaert (1999)
- de Keizer Karelprijs van de provincie Oost-Vlaanderen (2000)
- de Groene Watermanprijs voor Stemmen op schrift (2006)
- Gouden Penning van de Koninklijke Vlaamse Academie van België voor Wetenschappen en Kunsten (2017)
- de Libris Geschiedenis Prijs voor Nobel streven. Het onwaarschijnlijke maar waargebeurde verhaal van ridder Jan van Brederode (2018)
- ANV-Visser Neerlandiaprijs (2021)
- de Gerrit Komrij-prijs voor De Reynaert – Leven met een middeleeuws meesterwerk [2] (2023)

## Publicaties
- Lantsloot vander Haghedochte (proefschrift), 1981
- Het woord van eer. Literatuur aan het Hollandse hof omstreeks 1400, 1987
- Aanvaard dit werk (gebundelde artikelen), 1992
- Handgeschreven wereld (samen met Dini Hogenelst), 1992
- Maerlants wereld. Amsterdam: Prometheus, 1996
- Stemmen op schrift. Geschiedenis van de Nederlandse literatuur vanaf het begin tot 1300. Amsterdam: Bert Bakker, 2006
- Wereld in woorden. Geschiedenis van de Nederlandse literatuur 1300-1400. Amsterdam: Bert Bakker, 2013
- Van geletterd naar gepixeld: over de actuele missie van de letterkundige neerlandistiek, 2016
- Nobel streven. Het onwaarschijnlijke maar waargebeurde verhaal van ridder Jan van Brederode. Amsterdam, 2017
- De Reynaert. Leven met een middeleeuws meesterwerk, 2023

## Bestseller 60
| Boeken met noteringen in de Nederlandse Bestseller 60 | Jaar van verschijnen | Datum van binnenkomst | Hoogste positie | Aantal weken | Opmerkingen |
| ----------------------------------------------------- | -------------------- | --------------------- | --------------- | ------------ | ----------- |
| Stemmen op schrift                                    | 2006                 | 01-03-2006            | 44              | 2            |             |
| Wereld in woorden                                     | 2013                 | 20-02-2013            | 18              | 6            |             |
| Nobel streven                                         | 2017                 | 18-10-2017            | 33              | 5            |             |
| De Reynaert                                           | 2023                 | 24-05-2023            | 21              | 4            |             |